# Kardona, Gangawati
Kardona là một làng thuộc tehsil Gangawati, huyện Koppal, bang Karnataka, Ấn Độ.